# Fulbert de Cambrai
Pour les articles homonymes, voir Fulbert.
Fulbert est un ecclésiastique français, évêque de Cambrai et d'Arras de 933 ou 934 à sa mort en 956. 
Il impose son pouvoir à Cambrai au détriment de la famille du comte Isaac. Il soutient la politique d'Otton Ier et mène plusieurs réformes monastiques et restaurations de communautés dans son diocèse.

## Biographie
Fulbert est élu évêque de Cambrai à la fin de l'année 933 ou en 934, succédant à l'évêque Étienne. Fulbert est originaire de Viluwa en Brabant et doit son élévation à l'épiscopat au duc de Lotharingie Gislebert, qui a dû le recommander au roi de Germanie Henri Ier l'Oiseleur,.

### L'évêque, le comte et le roi
Cambrai est à ce moment sous une double autorité, l'évêque s'opposant au comte Isaac. Dans cette querelle, le roi de Germanie Otton Ier soutient Fulbert. Le 30 mai 941, il confirme et complète l'immunité de l'évêque de Cambrai en lui donnant, ainsi qu'au chapitre cathédral de Cambrai, les tonlieux et la monnaie de la cité. Le 30 avril 948, Otton Ier donne aussi à Fulbert les abbayes Saint-Géry de Cambrai,,, et de Maroilles qui appartenaient au comte Isaac,. C'est probablement sous l'épiscopat de Fulbert, dans les années 930-940, qu'est rédigée la seconde Vita de Géry de Cambrai, qui lui est utile pour prendre le pouvoir sur l'abbaye. Pour Maroilles, Fulbert fait probablement fabriquer un faux diplôme attribué à Charles III le Simple qui affirme que ce roi aurait donné les abbayes de Crespin et de Maroilles à l'évêque de Cambrai. Si Fulbert échoue à Crespin, il réussit à prendre le contrôle de Maroilles,. 
Fulbert interdit, pour cause de parenté, le mariage de la fille du comte Isaac avec un comte du Hainaut nommé Amulric, ce qui lui permet d'affaiblir la famille d'Isaac,,,. Cette interdiction du mariage entre parents est aussi rappelée lors du synode d'Ingelheim, peut-être à l'instigation de Fulbert,. Comme beaucoup d'autres évêques, Fulbert en effet participe au synode d'Ingelheim en juin 948 destiné à régler le conflit, sous l'arbitrage d'Otton Ier, entre Hugues le Grand et Louis IV d'Outremer et celui, lié au premier, entre deux archevêques concurrents à Reims, Hugues de Vermandois, élu en 925, et Artaud, élu en 931. Fulbert y intervient pour défendre Artaud, soutenu par Otton Ier,. Il fait ensuite partie des négociateurs réussissent à réconcilier Louis IV d'Outremer et d’Hugues le Grand sous l’autorité d’Otton Ier au début de l’année 950.
En 948 ou juste après, Otton Ier demande à Fulbert de lui donner les reliques des saints évêques de Cambrai, Géry et Aubert, pour le trésor de l'abbaye Saint-Maurice de Magdebourg, que le roi a fondée en 937. Fulbert envoie alors d'autres reliques moins importantes « sous un faux nom », celles de l'évêque Thierry et quelques ossements du corps d’Aubert,,,. Géry et Aubert sont ensuite vénérés à Magdebourg,. Dans la première moitié des années 940, Fulbert procède probablement à la translation de reliques de Maxellende de Caudry, sainte locale vénérée en Cambrésis, à Essen. Il introduit peut-être également en Saxe les cultes de Madelberte de Maubeuge et de Saturnine, saintes honorées en Hainaut et en Cambrésis. Ces translations sont le résultat des bonnes relations entre Fulbert et Otton Ier, mais sont aussi un instrument d'intégration de la Lotharingie au nouvel espace ottonien, centré sur la Saxe.

### Réforme monastique et administration du diocèse
Fulbert intervient dans les réformes monastiques menées sous l'impulsion de Gérard de Brogne. Fulbert souscrit le 8 juillet 941 la grande charte de restitution de biens accordée par le comte de Flandre Arnoul Ier à l’abbaye Saint-Pierre de Gand, qui inaugure la réforme de cette abbaye. Avec l'évêque de Noyon-Tournai Raoul, Gérard de Brogne et d'autres abbés, Fulbert participe aussi à l'ordination de Leudric comme abbé de Saint-Amand, qui lance la réforme dans cette abbaye. Toutefois, Fulbert ne fait pas partie des proches de Gérard de Brogne, mais semble cultiver des relations avec Arnoul Ier de Flandre,.
Fulbert autorise le doyen de Wallers, Trésugin, à procéder à la translation des reliques du saint local, Dodon. Cet épisode témoigne d'une organisation plus aboutie du diocèse : l'évêque agit directement auprès du doyen, sans passer par l'intermédiaire d'un archidiacre envoyé en mission. Grâce à ses relations avec la cour royale, Fulbert réussit à obtenir la restitution aux chanoines de Renaix des reliques d'Hermès de Rome qui avaient été transportées à Inden puis à Cologne pour les protéger des incursions des Normands. Cette translation de reliques s'accompagne probablement d'une restauration de la communauté organisée par Fulbert,. Une tradition confuse permet de supposer que Fulbert restaure une communauté et installe des chanoines à Honnecourt.
En tant qu'évêque de Cambrai, Fulbert est également à la tête du diocèse d’Arras, comme ses prédécesseurs depuis l'époque mérovingienne. Il n'intervient pas dans la ville d'Arras même, sans doute à cause de la puissance de l'abbaye Saint-Vaast d'Arras, mais dans ses environs. Fulbert mène ainsi l'invention des reliques de l'évêque Vindicien d'Arras à l'abbaye du Mont-Saint-Éloi,. Il y établit probablement un chapitre de chanoines,. Il fonde ou restaure aussi l'abbaye Saint-Amand-et-Sainte-Bertille de Marœuil, comme le rappelle le roi Lothaire en 977, en y installant une communauté de chanoines séculiers. Dans les deux cas, il restaure le culte d'un saint local. Le Cambrésis est alors une zone frontière, avant-poste de l'empire ottonien. Fulbert installe ces deux communautés canoniales dans l’extrême sud-ouest de son diocèse, dans la partie de celui-ci qui appartient au royaume de Francie occidentale.
En 953 ou 956, la ville de Cambrai est attaquée par des Hongrois. Dans la défense de la ville, Fulbert semble alors s'être cantonné à un rôle spirituel.
Fulbert meurt en 956, le 17 août selon le nécrologe de la cathédrale de Cambrai.